# Lichwin (województwo małopolskie)
Lichwin (dawniej Wilfin) – wieś położona w województwie małopolskim, powiecie tarnowskim, gminie Pleśna.
W latach 1954–1959 wieś należała i była siedzibą władz gromady Lichwin, po jej zniesieniu w gromadzie Siedliska. W latach 1975–1998 miejscowość administracyjnie należała do województwa tarnowskiego. Od 1999 w granicach województwa małopolskiego.

## Części wsi
| SIMC    | Nazwa        | Rodzaj    |
| ------- | ------------ | --------- |
| 0826823 | Brzezie      | część wsi |
| 0826830 | Gródek       | część wsi |
| 0826846 | Kosaczyzna   | część wsi |
| 0826852 | Łazy         | część wsi |
| 0826869 | Nowy Świat   | część wsi |
| 0826875 | Puste        | część wsi |
| 0826881 | Stadniczówka | część wsi |
| 0826906 | Zagórze      | część wsi |

## Położenie geograficzne
Pod względem geograficznym znajduje się w obrębie Pogórza Rożnowskiego. Pola i zabudowania zajmują dno doliny potoku uchodzącego do rzeki Biała, oraz zbocza południowo-wschodniego i północno-wschodniego grzbietu Wału.

## Toponimia
Na początku XIV wieku tereny obecnego sołectwa zostały wykupione od opactwa tynieckiego przez osadnika niemieckiego (zasadźcę), zwanego Wilf (prawdopodobnie od germańskiego imienia Wilfrid oznaczającego „pragnący pokoju”), stąd początkowa nazwa Lichwina to Wilfin.

## Historia
Sołectwo sprzedane zostało rodzinom z herbu Strzemieńczyków.
Wieś od początku należała do parafii Opatkowice (dziś Zakliczyn). W połowie XV stulecia przeszła do parafii Pleśna. Od 1378 r. Lichwin poświadczony jest jako własność rycerska. Jego panowie nosili nazwisko Wilifińscy lub Lichwińscy. W 1421 r. Lichwin stał się własnością Jeżowskich. Pod koniec XV wieku teren Lichwina wykupił Stanisław Kielanowski. W 1558 r. tereny wsi nabył Jan Stadnicki. Pod koniec XVI w. był już w rękach Raciborzeńskich i Stadnickich.
W 1877 r. powstała we wsi Ludowa Szkoła Powszechna. Podczas pierwszej wojny światowej na terenie wsi miały miejsce liczne bitwy. M.in. kilkukrotnie odbijane było przez wrogie sobie armie wzgórze zwane Gródek lub też Głowa Cukru.

## Zabytki
Obiekt wpisany do rejestru zabytków nieruchomych województwa małopolskiego.
- Kościół parafialny pw. Serca Pana Jezusa.
10 maja 1925 roku bp Leon Wałęga oddzielił Lichwin od Pleśnej, tworząc samodzielną parafię[7]. Do wsi przeniesiono drewniany kościół z 1650 r. z Nagoszyna koło Dębicy. Dobudowano do niego wieżę z oryginalnym ostrosłupowym hełmem. Kościół spłonął całkowicie w 1979 roku[8].

## Turystyka[6]
- Diabli Kamień pod Wałem;
- nieczynny kamieniołom, a w nim skamieniałe pnie drzew liczące sobie około 66 mln lat[10];
- cmentarz wojenny nr 159 – Lichwin-Łazy;
- cmentarz wojenny nr 186 – Lichwin-Zagórze;
- cmentarz wojenny nr 185 – Lichwin;
- cmentarz wojenny nr 187 – Lichwin;
- agroturystyka – „Chata pod Wałem”.

## Religia
Wierni Kościoła rzymskokatolickiego należą do parafii pw. Najświętszego Serca Pana Jezusa.

## Nadajnik
Radiowo Telewizyjny Ośrodek Nadawczy (RTON) Tarnów Lichwin. Emitel (INFO-TV-OPERATOR).
Lokalizacja:

W części wsi zwanej Nowy Świat.

Długość geograficzna: 20°55'42" E

Szerokość geograficzna: 49°53'30" N
Parametry:

Typ obiektu: Wieża

Wysokość posadowienia podpory anteny: 476 m n.p.m.

Wysokość obiektu: 60 m n.p.t.